# الإعاقة في مصر
تشير تقديرات انتشار الإعاقة في مصر من 1.8% إلى 11%. وقد صادقت مصر على اتفاقية الأمم المتحدة لحقوق الأشخاص ذوي الإعاقة في 10 أبريل 2008. ويضمن الدستور المصري لعام 2014 مجموعة من الحقوق للأشخاص ذوي الإعاقة ، وأصدرت مصر تشريعًا بعنوان قانون حقوق الأشخاص ذوي الإعاقة في فبراير 2018.

## تاريخيا
كان رمسيس مريمون نبوين، ابن الفرعون رمسيس الثاني ، يعاني من الحداب. 

## الانتشار
تباينت تقديرات انتشار الإعاقة في مصر على نطاق واسع. فقد أفاد تعداد مصر لعام 2006 أن 1.8% من السكان يعانون من إعاقة. ومع ذلك، قدرت دراسة أجرتها منظمة الصحة العالمية واليونيسيف والمجتمع المدني المصري في عام 2011 أن 8.5 مليون شخص، أو 11% من سكان مصر، يعانون من إعاقة.

## الوضع القانوني
تعد مصر طرفًا في اتفاقية الأمم المتحدة لحقوق الأشخاص ذوي الإعاقة، حيث وقعت على المعاهدة في 4 أبريل 2007 وصدقت عليها في 10 أبريل 2008.
في عام 1975، أقرت مصر قانون تأهيل الأشخاص ذوي الإعاقة. [ 4 ] وأقرت مصر تشريعًا بعنوان قانون حقوق الأشخاص ذوي الإعاقة في فبراير 2018، وهو أول تشريع بشأن الإعاقة منذ عام 1975. يغطي القانون موضوعات تشمل الصحة وسوق العمل والحماية القانونية والحقوق السياسية وإعادة التأهيل.
الدستور المصري:
- المادة رقم 80: "تكفل الدولة حقوق الأطفال ذوي الإعاقة وتأهيلهم واندماجهم في المجتمع".
- المادة رقم 81: "تلتزم الدولة بضمان حقوق الأشخاص ذوي الإعاقة والأقزام، صحياً واقتصادياً واجتماعياً وثقافياً وترفيهياً ورياضياً وتعليمياً، وتوفير فرص العمل لهم، مع تخصيص نسبة منها لهم، وتهيئة المرافق العامة والبيئة المحيطة بهم، وممارستهم لجميع الحقوق السياسية، ودمجهم مع غيرهم من المواطنين، إعمالاً لمبادئ المساواة والعدالة وتكافؤ الفرص“.

## سياسة
استجابة لخطة العمل العالمية للإعاقة 2014-2021 التي وضعتها منظمة الصحة العالمية، تم إجراء مشاورة فنية في مصر في عام 2015 من أجل تطوير خطة وطنية للإعاقة والصحة وإعادة التأهيل.

## مشاهير من ذوي الإعاقة
- طه حُسين
- أحمد حرارة